# Международен политически режим
Международният политически режим е редица от правила, полезни за осигуряване на разрешение на технически, икономически и други проблеми, свързани със световната икономика. Същевременно повлиява икономическото благополучие, националната сигурност и политическата автономия на отделните страни.

## Възникване
Международните политически режими са се развили по различни начини. Някои възникват спонтанно, без съзнателни намерения. Много от неофициалните правила, управляващи пазарите, са от този тип. Други се появяват в резултат от международни преговори между държавите. А трети режими са наложени от могъщи държави на по-слаби.

## Дефиниция
Международните режими се дефинират като системи от косвени или явни принципи, норми, правила и процедури за вземане на решения, около които се събират очакванията на играчите в дадена област на международните отношения. Тази концепция за международните режими е в центъра на научните изследвания върху международните институции. Най-важните институции са: Световната банка, Международният валутен фонд и Световната търговска организация.

## Задачи на режимите
Международните режими са необходима черта на световната икономика и са необходими за подпомагане оперирането на международната икономика. Сред изпълняваните от режимите задачи са намаляването на несигурността, свеждането до минимум разходите по сделките и предотвратяването на пазарните сривове. Мевдународните режими са създадени от егоцнтрични държави за подпомагане както на индивидуалните, така и на колективните интереси.

## Теория на режимите
Робърт Кохан е най-авторитетният учен в разработката на теорията на международните режими. Той твърди, че всеки ефективен международен режим заживява с времето свой собствен независим живот. Теорията за режимите подчертава ефективността им за международното сътрудничество и за разрешаването на проблеми, както и факта, че режимите са създадени, за да постигнат междудържавно сътрудничество и да гарантират споделяне на информация.